# Benito Juárez (Zacatecas)
Benito Juárez (Zacatecas) é um município do estado de Zacatecas, no México.